# František Plach
František Plach (9. září 1938 Vysoká pri Morave – 28. srpna 2023 Žilina) byl slovenský fotbalista, brankář.

## Fotbalová kariéra
V československé lize hrál za ZVL Žilina. Nastoupil ve 145 ligových utkáních. V Poháru vítězů pohárů nastoupil ve 4 utkáních. Finalista Československého poháru 1960/61. Po odchodu ze Žiliny chytal za Žiar nad Hronom.

## Ligová bilance
| Ročník                                     | Zápasy | Góly | Klub           |
| ------------------------------------------ | ------ | ---- | -------------- |
| 1. československá fotbalová liga 1961/1962 | 25     | 0    | Dynamo Žilina  |
| 1. československá fotbalová liga 1966/1967 | 23     | 0    | Jednota Žilina |
| 1. československá fotbalová liga 1967/1968 | 17     | 0    | Jednota Žilina |
| 1. československá fotbalová liga 1968/1969 | 10     | 0    | Jednota Žilina |
| 1. československá fotbalová liga 1969/1970 | 18     | 0    | Jednota Žilina |
| 1. československá fotbalová liga 1970/1971 | 8      | 0    | Jednota Žilina |
| 1. československá fotbalová liga 1971/1972 | 30     | 0    | Jednota Žilina |
| 1. československá fotbalová liga 1972/1973 | 10     | 0    | Jednota Žilina |
| 1. československá fotbalová liga 1973/1974 | 3      | 0    | Jednota Žilina |
| CELKEM                                     | 145    | 0    |                |